# Darren Williams (basketballer)
Darren Williams (15 juli 2000) is een Amerikaans basketballer.

## Carrière
Williams speelde van 2018 tot 2020 collegebasketbal voor Chaffey Panthers en daarna tot in 2023 voor de Hawaii Hilo Vulcans. In 2023 werd hij niet gekozen in de NBA draft en tekende daarna bij de Poolse tweedeklasser Rosa Radom waar hij een seizoen speelde. Voor het seizoen 2024/25 tekende hij bij de Belgische eersteklasser Kortrijk Spurs.